# U 124 (U-Boot, 1918)
U 124  war ein diesel-elektrisches Minen-U-Boot des Typs UE II der deutschen Kaiserlichen Marine im Ersten Weltkrieg.

## Indienststellung
U 124 wurde am 27. Mai 1916 in Auftrag gegeben, lief am 28. März 1918 bei Blohm & Voss in Hamburg vom Stapel und wurde am 13. Juli 1918 in Dienst gestellt. Das Boot war der I. U-Flottille in Helgoland und  Brunsbüttel zugeordnet. Erster und einziger Kommandant war Kapitänleutnant Rolf Carls – später Generaladmiral in der Kriegsmarine.
U 124 führte während des Ersten Weltkriegs keine Unternehmung durch und konnte daher kein Schiff versenken oder beschädigen.

## Verbleib
Am 13. November 1918 wurde U 124 zunächst in Karlskrona (Schweden) interniert. Am 1. Dezember 1918 folgte die Auslieferung an das Vereinigte Königreich. 1922 wurde das Boot in Swansea (Wales) verschrottet.